# Joseph Mattock
Joseph Mattock (Leicester, 15 maggio 1990) è un calciatore inglese, difensore del Marine.

## Palmarès

### Club

#### Competizioni nazionali
- English Football League Trophy: 1

Rotherham United: 2021-2022